# Валя-Узулуй
Валя-Узулуй (рум. Valea Uzului) — село у повіті Харгіта в Румунії. Входить до складу комуни Синмартін.
Село розташоване на відстані 212 км на північ від Бухареста, 33 км на схід від М'єркуря-Чука, 136 км на південний захід від Ясс, 90 км на північний схід від Брашова.

## Населення
За даними перепису населення 2002 року у селі проживали 8 осіб, усі — угорці. Усі жителі села рідною мовою назвали угорську.